# Base Aérea de Fortaleza

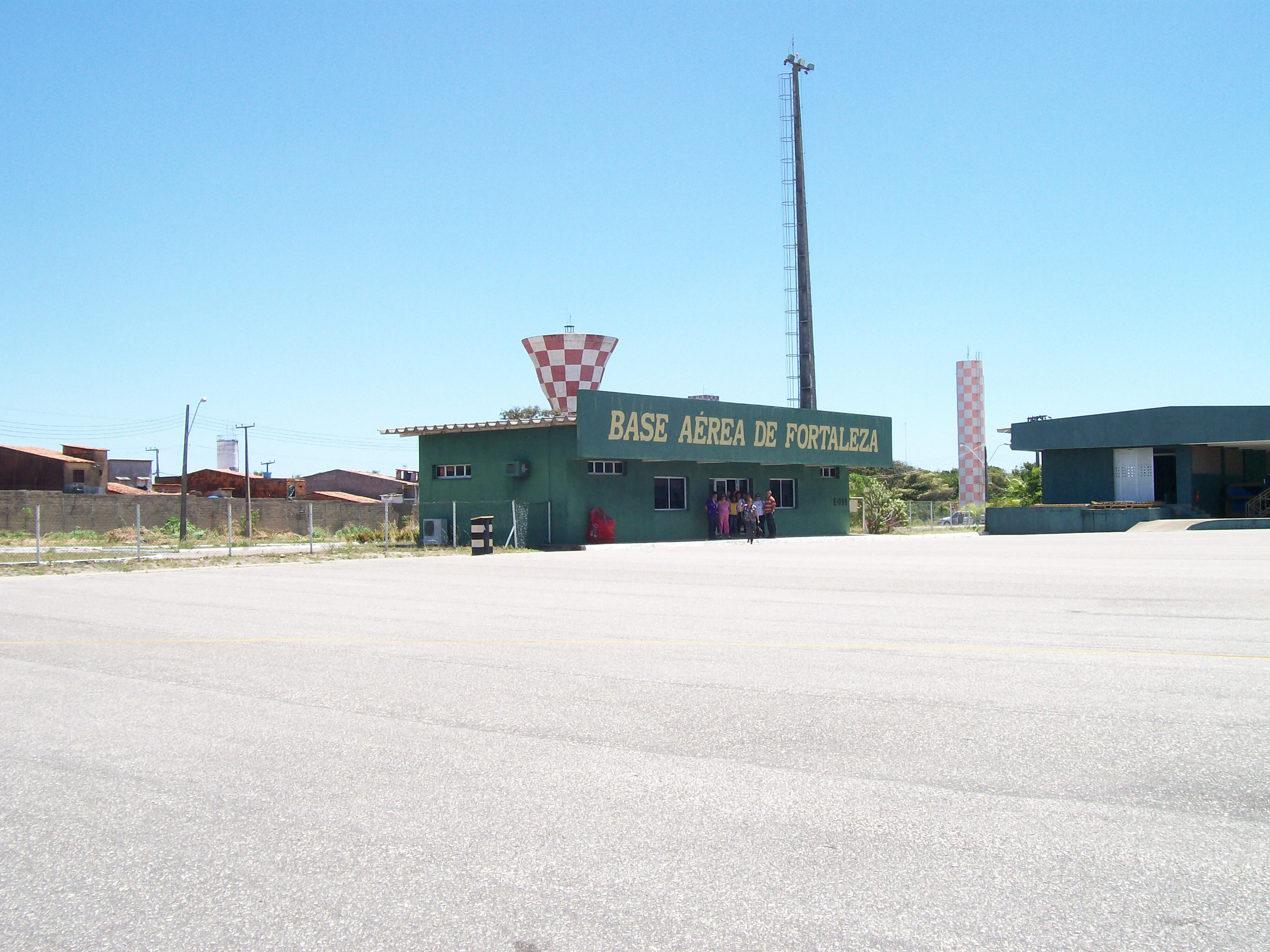
Imagem de parte da Base Aérea de Fortaleza.

A Base Aérea de Fortaleza (BAFZ) é uma base da Força Aérea Brasileira localizada na cidade de Fortaleza, capital do estado do Ceará, na Avenida Borges de Melo, 205.

## Unidades aéreas
Até dezembro de 2013, operava na Base Aérea de Fortaleza a seguinte unidade da FAB:
- 1° Esquadrão do 5° Grupo de Aviação (1º/5º GAv), o Esquadrão Rumba, com aeronaves C-95 (Embraer EMB-110 Bandeirante). O Esquadrão Rumba é responsável pela formação dos pilotos de transporte, patrulha e reconhecimento da FAB.
- Atualmente, a BAFZ não possui unidades aéreas em seu território.

## História
A história da Base Aérea de Fortaleza remonta a 15 de maio de 1933, quando foi criado o 6º Regimento de Aviação da antiga Aviação Militar do Exército. As atividades do 6º RAv tiveram início em 21 de setembro de 1936 quando da ativação do Núcleo da Base Aérea, recebendo três biplanos Waco CPF F-5.
A obra arquitetônica desta é o trabalho do arquiteto Emílio Hinko.
O Núcleo passou a constituir o 6º Corpo de Base Aérea em 1939 até o dia 22 de maio de 1941, quando foi criada a BAFZ - Base Aérea de Fortaleza, sob o controle do recém-criado Ministério da Aeronáutica.
Durante a 2ª Guerra Mundial, temendo uma possível invasão vinda dos países do Eixo, a partir de Dakar no norte da África e também, devido aos sucessivos ataques de submarinos alemães e italianos contra os navios da nossa Marinha Mercante, o governo brasileiro cedeu o uso de bases no Nordeste, aos Estados Unidos. Em contra-partida, nossas forças foram reequipadas com equipamentos modernos.
Desta maneira, o primeiro lote de aeronaves chegou ao Brasil no início de 1942, compreendendo doze caças Curtiss P-36A Hawk, dois Douglas B-18 Bolo e seis NA B-25B Mitchell. Este primeiro lote foi utilizado para formar uma unidade provisória para o treinamento do pessoal da FAB.
Foi num dos B-25B desta unidade que uma tripulação mista brasileira e norte-americada, sob o comando do Cap. Av. Parreiras Horta da FAB, que realizou o primeiro ataque de uma aeronave da Força Aérea Brasileira a um submarino alemão, às 14:00 h do dia 22 de maio de 1942. O submarino alemão, navegando na superfície foi surpreendido e reagiu com forte artilharia antiaérea.
Em 1944 foi criado na BAFZ o 4º GpBM - Grupamento de Bombardeio Médio, equipado com os Lockeed A-28A Hudson e, posteriormente, com os B-25J Mitchell. As tripulações do 4º GpBM realizaram missões de patrulhas marítima até o final da guerra.
Em 24 de março de 1947, o 4º GpBM foi redenominado 4º GAv Grupo de Aviação, sendo o seu 1º Esquadrão ativado em 1948. Esta unidade foi designada para missões de bombardeio até 1956, quando foi transformada em unidade de treinamento de caça, recebendo os Republic P-47 Thunderbolt, provenientes do 2º/5º GAv.
Em maio de 1958, a BAFZ entrou para a era do jato, ao receber 33 Lockheed F-80C Shooting Star, utilizados somente pelo 1º/4º GAv. Em 1966 chegaram os Lockheed T-33, que foram utilizados juntamente com os F-80C até 1973, quando todos foram substituídos pelos Embraer AT-26 Xavante, utilizados até o ano de 2013, quando foi oficialmente aposentado.
Desde 25 de novembro de 1986, a BAFZ é a sede do 5º/1º GCC - 5º Esquadrão do 1º Grupo de Comunicação e Controle, que tem a missão de monitorar e controlar o tráfego aéreo no Ceará, contando com radares de aproximação para pouso de precisão.
Em 9 de janeiro de 2002 o 1º/4º GAv "Pacau" foi transferido para a Base Aérea de Natal-RN, BANT, e, posteriormente, em novembro de 2010, foi para a Base Aérea de Manaus-AM, e o 1º/5º GAv, Esquadrão "Rumba", veio transferido para Fortaleza, a fim de prosseguir em sua missão de formação de pilotos em aeronaves multimotores. Mas em Dezembro de 2013, o 1º/5º GAv foi transferido para a BANT deixando, assim, a BAFZ sem nenhuma Unidade Aérea em seu território militar.
Em 19 de setembro de 2024, o Ministério da Educação autorizou a 1ª etapa da construção do campus do Instituto Tecnológica de Aeronáutica (ITA) em Fortaleza, sendo a primeira unidade fora da Região Sudeste. O novo campus, localizado na Base Aérea de Fortaleza, terá 18.568,59 m² e será dividido em: bloco de alojamentos com três pavimentos: duas salas de atividades, área de circulação, uma sala de aula, dois quartos com acessibilidade para pessoas com deficiência (capacidade: quatro alunos), 40 quartos com sala de estar e cozinha (capacidade: 80 alunos) e bloco para cursos de engenharia com três pavimentos: 14 laboratórios didáticos, quatro salas de apoio técnico, oito salas de aula, dois auditórios, seis salas de reunião, seis salas de estudo, duas salas de convivência, dois setores com diversas salas para professores, biblioteca, espaço de eventos e exposições. As primeiras turmas começarão em 2025, no Campus São José dos Campos, onde os alunos vão cursar o ciclo básico (dois primeiros anos). A partir do terceiro ano da graduação (2027), as aulas passarão a ser ministradas no novo campus de Fortaleza.